# Neil Finn
Cornelius Mullane Finn, noto come Neil Finn (Te Awamutu, 27 maggio 1958), è un cantautore e polistrumentista neozelandese.
Era il co-frontman, con suo fratello Tim Finn della band Split Enz ed ora è il leader dei Crowded House oltre ad aver registrato numerosi album come solista. Il suo nome di nascita è Cornelius Mullane Finn, ma lui stesso dichiarò: «Sono stato battezzato "Cornelius", ma quasi subito ho iniziato ad ometterlo, credendo che fosse un nome troppo banale».
Finn iniziò a diventare famoso alla fine degli anni settanta dopo aver sostituito il cantante Phil Judd nella band di suo fratello Tim, Split Enz. Con questo gruppo, Finn scrisse alcune hits quali One Step Ahead, History Never Repeats, I Got You e Message to My Girl, tra le altre. Dopo lo scioglimento degli "Split Enz" nel 1984, raggiunse la fama internazionale. Quando Tim Finn partì per l'Inghilterra, Neil fondò i Crowded House con l'ultimo batterista degli "Split Enz" Paul Hester nel 1985. Il gruppo raggiunse il successo internazionale nel 1987 con il singolo Don't Dream It's Over, conosciuta dal pubblico italiano per una reinterpretazione di Antonello Venditti, Alta marea. Nel 1996 pose fine alla storia dei Crowded House per dar seguito alla sua carriera di solista, realizzando, tra l'altro, due album con il fratello Tim sotto il titolo di "Finn Brothers". Nel 2007, dopo la morte prematura di Paul Hester, Neil Finn riunì i Crowded House (con l'ex batterista dei Beck's Matt Sherrod) incidendo un nuovo album, Time on Earth.
Il 14 giugno è attesa in UK e in Europa (l'11 in Australia e Nuova Zelanda) l'uscita del nuovo album dei Crowded House, The Intriguer. Nel 2012 è stato scelto da Peter Jackson per produrre una canzone per il film Lo Hobbit - Un viaggio inaspettato, tratto dal libro di J. R. R. Tolkien. Il titolo della canzone è Song of the Lonely Mountain.
Nel 2018 si è unito, insieme a Mike Campbell, al gruppo dei Fleetwood Mac dopo l'uscita di Lindsey Buckingham dal gruppo.

## Biografia

### Inizi / Split Enz
Neil frequentò la Sacred Hearth (una scuola privata) e il Te Awamutu College. Decise di voler fare il musicista all'età di 12 anni e durante il periodo scolastico si esibì nelle prigioni e in vari ospedali.
Terminò la scuola nel 1975. Un anno dopo, fondò un gruppo chiamato After Hours con Mark Hough, Geoff Chunn e Alan Brown. Non molto dopo il concerto di debutto della band, Neil venne invitato a Londra per unirsi alla band fondata dal fratello, gli Split Enz. Dal 1980 diventò una delle due voci soliste del gruppo e scrisse la sua prima hit internazionale: I Got You, contribuendo in modo significativo a tutti gli album successivi prima di assumere la leadership del gruppo nel 1984 dopo la partenza del fratello Tim e poco prima che la band stessa si sciogliesse.

### Crowded House
Gli Split Enz si sciolsero nel 1984. Finn formò una nuova band The Mullanes (Mullane è sia il suo secondo nome, sia il cognome da nubile della madre), con il batterista degli Split Enz Paul Hester, il chitarrista Craig Hooper e il bassista Nick Seymour (fratello più giovane del leader degli Hunters & Collectors, Mark Seymour), che Neil conobbe durante l'ultimo tour degli Split Enz. Hooper lasciò la band poco prima della registrazione del primo album, proprio quando venne deciso di ribattezzarla Crowded House. L'ispirazione per il nome (che, letteralmente, significa "casa affollata") venne dalla casa in affitto che i musicisti dividevano mentre registravano a Los Angeles.
I Crowded House raggiunsero un enorme successo mondiale, in modo particolare grazie a due hits: "Don't Dream It's Over (al n.2 negli Stati Uniti, nel 1987) e "Weather with You" (al n.7 in UK, nel 1992. Sia Neil che il fratello Tim furono nominati OBE (Order of the British Empire) per aver dato lustro alla musica della Nuova Zelanda. Dopo quattro album, Crowded House, Temple of Low Men, Woodface e Together Alone, il gruppo si sciolse nel 1996 salutando il pubblico con un greatest hits, Recurring Dreams e un concerto alla Sydney Opera House da cui fu tratto il doppio album live Farewell To the World. Da quel momento, Neil iniziò la sua carriera solista, fino al 2007, quando fu annunciato che i Crowded House si sarebbero riuniti per un nuovo album con Neil, Nick Seymour, Mark Hart e Matt Sherrod (dopo il suicidio di Paul Hester nel 2005). Time on Earth uscì nel giugno 2007. Nel marzo del 2009 Tim raggiunse il fratello al Melbourne Cricket Ground per un concerto di beneficenza.
Nell'aprile 2010 è uscito un nuovo singolo, Saturday Sun cui seguirà a metà giugno un nuovo album dal titolo The Intriguer

## Discografia

### Da solista
- 1998 - Try Whistling This
- 2000 - Sessions at West 54th
- 2001 - One Nil
- 2002 - 7 Worlds Collide
- 2009 - The Sun Came Out
- 2013 - Goin' Your Way
- 2014 - Dizzy Heights
- 2017 - Out of Silence
- 2018 - Lightsleeper (con Liam Finn)